# كشط عصبي

القرحة الجلدية والتسحج والتآكل.

السحجة أو التسحج (بالإنجليزية: Excoriation)‏ هو جرح حك منقط أو خطي يحدث بسبب حركي وتشمل الإصابة طبقة البشرة فقط، لكن قد تصل في حالات غير شائعة إلى طبقة الأدمة الحليمية.
كما قد تحدث السحجة بسبب إنزيمات معينة.

## التسحج العصبي
التسحج العصبي (بالإنجليزية: Neurotic excoriations)‏ هو حالة جلدية تحدث بسبب تسحج قهري متكرر يصيب الجلد.:61:392